# 美國北方陸軍
美國北方陸軍（英語：United States Army North，ARNORTH），原美國第五軍團（英語：Fifth United States Army），第二次世界大戰期間活躍在地中海地區，現在是美國北方司令部的陸軍部分，負責支援加拿大、美國本土及墨西哥的防衛並為民政當局提供軍事支援。

## 任務
U.S. Army North conducts Unified Land Operations in support of U.S. Northern Command in order to detect, deter and defeat threats to the Homeland, conduct support of civil authorities, and security cooperation initiatives to defend the United States and its interests.

- 國土防禦

國土防禦是北方陸軍的最主要任務，負責控制美國境內的聯邦軍事行動。
- 防衛支援民政當局

在必要時為民政當局提供國防支援以應對災難或緊急情況，包括自然災害（颶風、野火）或人為災害（化學、生物、放射性、核子、爆炸）災害。
- 戰區安全合作

與加拿大和墨西哥相關單位合作，進行指揮官會議、專家培訓、防禦演習等。

## 歷史
第五軍團是美國在地中海戰場的主要部隊，也是美國陸軍第一個在海外成立的軍團，1943年1月5日在法屬摩洛哥烏季達的啟用，由馬克·克拉克中將指揮，保衛阿爾及利亞和摩洛哥，並負責計畫攻打義大利。1943年9月在薩萊諾登陸，成為第一個攻擊歐洲大陸的美國軍團。於1944年6月4日進入羅馬後，於9月2日越過阿諾河 。
1944年12月16日，由盧西恩·特拉斯科特中將接任指揮官，持續戰鬥，最後在布倫納山口與第七軍團會師 。返回美國後，第五軍團於1945年10月2日解編。
1946年6月11日在芝加哥重啟，由約翰·P·盧卡斯少將指揮，負責管理預備役和國民兵，訓練陸軍部隊，防衛美國本土。1957年1月1日改名為美國第五軍團。1971年6月，第五軍團總部遷至山姆·休士頓堡。
2004年，第五軍團將管理預備役的任務移交給美國第一軍團，2006年10月16日重組為美國北方陸軍，作為美國北方司令部的陸軍勤務組成司令部。

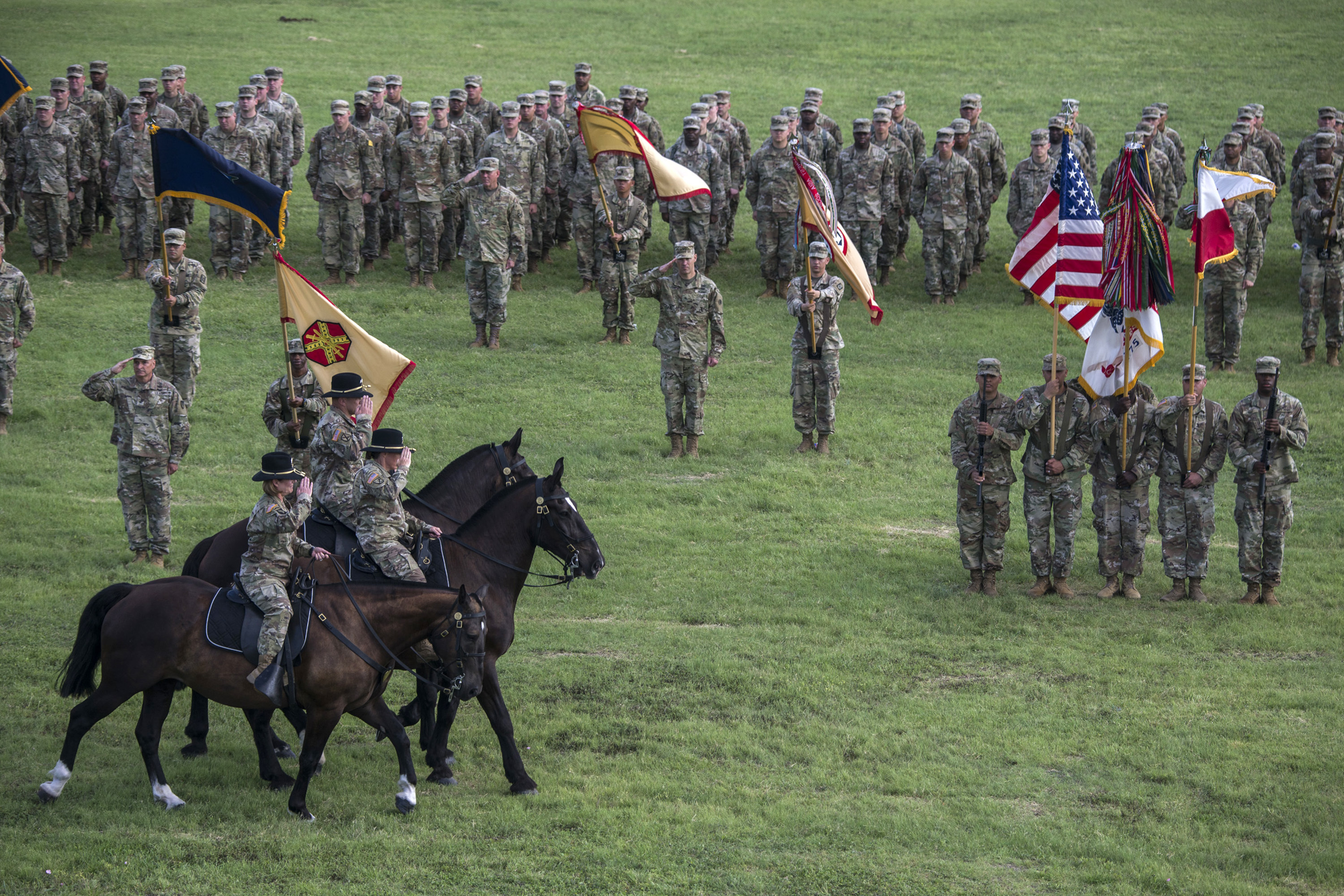
2019年7月8日，正在接受校閱的美國北方陸軍

## 組織
美國北方陸軍的下屬單位目前有：
- 北方聯合特遣部隊（英语：Joint Task Force North）
- 民政支援聯合特遣部隊（英语：Joint Task Force – Civil Support）
- 第505軍事情報旅（陸軍預備役）
- 第46特遣部隊（密西根州陸軍國民兵）
- 第51特遣部隊
- 第76特遣部隊（陸軍預備役）
- 第263陸軍防空與飛彈防禦司令部（英语：263rd Army Air and Missile Defense Command）（南卡羅萊納州陸軍國民兵）
  - 第678防空砲兵旅（英语：678th Air Defense Artillery Brigade (United States)）
- 第3遠征保障司令部（英语：3rd Sustainment Command (Expeditionary)）
- 第4步兵師保障旅（英语：4th Infantry Division Sustainment Brigade）
- 第167戰區保障司令部（英语：167th Theater Sustainment Command）（阿拉巴馬州陸軍國民兵）